# Helga Rübsamen-Schaeff
Helga Rübsamen-Schaeff (* 13. Januar 1949 als Helga Rübsamen in Münchberg, Oberfranken) ist eine deutsche Chemikerin, Virologin und Unternehmerin.

## Biografie

### Wissenschaft
Helga Rübsamen-Schaeff wuchs in Düsseldorf auf und studierte ab 1967 Chemie an der Universität Münster mit dem Diplom 1971 und der Promotion 1973 bei Herbert Witzel. Als Post-Doktorandin war sie in Münster, an der Cornell University (bei G. P. Hess, Arbeiten über den Acetylcholin-Rezeptor und biophysikalische Messungen) und am Institut für Medizinische Virologie Gießen (Virologie und Onkogene, Heinz Bauer, Rudolf Rott) sowie an der Universität Köln (Institut für Humanvirologie, Leiterin einer Arbeitsgruppe) und am Paul-Ehrlich-Institut in Frankfurt (1981) tätig. 1982, 1983 und 1985 war sie Gastwissenschaftlerin an der Harvard University (bei James Mullins, Klonierung eines humanen Leukämievirus HTLV-1 UK) und spezialisierte sich auf die Erforschung der Krebsentstehung (Onkogene, Biochemie von Tumorzellen) und der Viren, die dabei eine Rolle spielen. 1983 habilitierte sie sich in Frankfurt und war 1982 bis 1986 Abteilungsleiterin für Immuntherapie am Chemotherapeutischen Forschungsinstitut Georg-Speyer-Haus, an dem sie von 1987 bis 1993 geschäftsführende Direktorin war. Am Georg-Speyer-Haus befasste sie sich mit HIV und es gelang ihr, die ersten HIV-Stämme in Deutschland aus Patienten zu isolieren und zu zeigen, dass das Virus in extrem vielfältigen Varianten vorkommt und sich ständig verändert. Nach diesen Anfangserfolgen konnte sie Forschungsgelder einwerben, die die Existenz der Forschung am Institut sicherstellten (es wurde 1986 vom Paul-Ehrlich-Institut getrennt). In der Folge wurden am Institut Tests entwickelt und Ansätze für Therapien gesucht, wobei sie auch mit der Pharmaindustrie zusammenarbeitete. Aber auch die Suche nach Genen, die Zellwachstum beim Menschen steuern und die bei Mutation oder Über-Expression zur Krebsentstehung führen können, wurde fortgesetzt. Ab 1988 war sie Professorin für Biochemie und Virologie an der Universität Frankfurt.

### Industrie
Von 1994 bis 2001 war sie Vizepräsidentin und Leiterin der Virusforschung der Bayer AG, von 2001 bis 2006 war sie Senior Vice President und Leiterin der Antiinfektiva-Forschung bei Bayer Health Care. 2006 gründete sie die Biotech-Firma AiCuris in Wuppertal und war bis 2015 die Geschäftsführerin. AiCuris ist ein Spin-off der Bayer AG, die sich 2006 von der Anti-Infektiva-Forschung trennte. Eine Rolle spielte dabei der Lipobay-Skandal in den USA mit hohen Schadenersatzforderungen. Bayer überließ AiCuris aber nicht alle Wirkstoffe.
Die Finanzierung von AiCuris kam mit Hilfe der Hexal-Gründer, der Gebrüder Strüngmann, zustande, die Hexal 2005 an Novartis verkauften und Anlagemöglichkeiten für den Milliardenerlös suchten (AiCuris war der Beginn ihrer Beteiligungen an Biotech-Firmen). Bei AiCuris werden unter anderem Chemotherapeutika gegen Herpes simplex, Adenoviren, multiresistente Bakterien, Hepatitis-B-Virus und Virusinfektionen durch das Cytomegalievirus bei Stammzelltransplantationen erforscht und klinisch erprobt. Für Letermovir, einen Hemmstoff des Cytomegalievirus gab sie 2012 die Lizenz an MSD (Merck, Sharp & Dohme). Das Medikament ist seit Ende 2017 im Markt erhältlich. 2015 schied Rübsamen-Schaeff aus dem aktiven Management der AiCuris aus, war von 2015 bis 2021 Vorsitzende des wissenschaftlichen Beirates und ist heute Mitglied des Aufsichtsrates der AiCuris Anti-infective Cures AG.

## Stipendium und Preise
Sie erhielt 1983 das Winnacker-Stipendium. 1995 erhielt sie das Bundesverdienstkreuz 1. Klasse. 2004 war sie Managerin des Jahres (Mestemacher-Preis). 2015 wurde sie von der International Union of Pure and Applied Chemistry (IUPAC) mit dem Titel Distinguished Woman in Chemistry and Chemical Engineering ausgezeichnet.
2018 erhielt Rübsamen-Schaeff zusammen mit Holger Zimmermann den Deutschen Zukunftspreis für die Entwicklung von Letermovir gegen das Humane Cytomegalievirus. 2019 erhielt sie den Innovationspreis NRW in der Kategorie „Ehrenpreis“. Für 2020 wurde ihr die Loeffler-Frosch-Medaille der Gesellschaft für Virologie zugesprochen.

## Mandate
Sie ist
- im Aufsichtsrat sowie im Gesellschafterrat der Firma Merck in Darmstadt,[1]
- im Aufsichtsrat der 4SC AG,[5]
- Mitglied des Aufsichtsrats des Universitätsklinikums Bonn[1]  und
- Mitglied des Aufsichtsrates der  AiCuris AG.[6]

2017 wurde sie Ehrenmitglied der Gesellschaft Deutscher Chemiker (sie war in deren Gesamtvorstand, u. a. als Vizepräsidentin). Bis 2000 war sie im Vorstand der Gesellschaft für Virologie und der Deutschen Aids-Gesellschaft. 2018 wurde sie zum Mitglied der Nationalen Akademie der Wissenschaften Leopoldina gewählt. Sie ist u. a. Mitglied im Stiftungsrat der Deutschen Demenzhilfe. 2022 wurde Rübsamen-Schaeff in die Deutsche Akademie der Technikwissenschaften (acatech) gewählt.